# 니콜 브로크 라르센
니콜 브로크 라르센(덴마크어: Nicole Broch Larsen, 1993년 5월 14일 ~ )은 덴마크의 골프 선수이다. 2013년 프로로 전환했다.